# Loryn Locklin
Loryn Locklin (* 3. November 1968 in Burbank, Kalifornien) ist eine US-amerikanische Schauspielerin.
Loryn Locklin war ab Ende der 1980er Jahre als TV- und Filmschauspielerin aktiv. 1990 spielte sie Jewel Bentley in Filofax – Ich bin du und du bist nichts, 1993 war sie als Karen B. Brennick in Fortress – Die Festung zu sehen. Es folgten danach noch einige Nebenrollen in TV-Serienfolgen. Ab 2000 war sie nur noch selten zu sehen.
Sie war von 1990 bis 1998 mit dem Filmproduzenten und Gastronomen Victor Drai verheiratet und hat mit ihm einen Sohn (* 1993).

## Filmografie (Auswahl)
- 1989: Heart Power (Catch Me If You Can)
- 1990: Night Visions
- 1990: Filofax – Ich bin du und du bist nichts (Taking Care of Business)
- 1993: Fortress – Die Festung (Fortress)
- 1997: Hör mal, wer da hämmert (Home Improvement, Fernsehserie, eine Folge)
- 1998: Die nackte Wahrheit über Männer und Frauen (Denial)
- 1998–2004: JAG – Im Auftrag der Ehre (JAG, Fernsehserie, 3 Folgen)
- 1999: Frasier (Fernsehserie, eine Folge)